# Distretto di Onga
Il distretto di Onga (遠賀郡, Onga-gun?) è uno dei distretti della prefettura di Fukuoka, in Giappone.
Attualmente fanno parte del distretto i comuni di Ashiya, Mizumaki, Okagaki e Onga.
| Controllo di autorità | VIAF (EN) 255146715 · NDL (EN, JA) 00630515 |